# 真蔵院 (江戸川区)
真蔵院（しんぞういん）は、東京都江戸川区にある真言宗豊山派の寺院。

## 概要
天文年間（1532年～1555年）、空誉によって開山された。その後、教典によって中興された。旧本山は善養寺。
当寺の本尊の不動明王は、嵐や雷を防ぐご利益があるとされ、「波切り不動」または「雷不動」と呼ばれている。特に漁師や船乗りなどの海に生きる人たちの信仰を集めていた。

## 文化財
- 雷の大般若 - 江戸川区指定無形民俗文化財・風俗慣習、昭和57年2月8日告示[4]

## 交通アクセス
- 葛西駅より徒歩15分。